# Germana Calderini
Germana Calderini (Lecco, 8 luglio 1932) è una doppiatrice italiana, attiva principalmente tra la metà degli anni quaranta e la metà degli anni cinquanta. È ricordata per essere stata una delle voci principali di Elizabeth Taylor.

## Biografia
Giovanissima, intraprese la carriera di doppiatrice dalla metà degli anni quaranta doppiando attrici bambine (talvolta anche alcuni attori) e adolescenti come Elizabeth Taylor nei film del suo primo decennio di carriera. Fu anche la voce della protagonista Zeila ne La rosa di Bagdad (1949). Doppiò anche Anna Maria Pierangeli in una mezza dozzina di film americani degli anni cinquanta. In seguito lavorò sporadicamente per poi ritrovarla  un'ultima volta nel 1981 come voce di Chloe Salaman ne Il drago del lago di fuoco.

## Doppiaggio
- Elizabeth Taylor in Torna a casa, Lassie!, Gran Premio, Il padre della sposa, Le bianche scogliere di Dover, Cinzia, Piccole donne, Vita col padre, Ivanhoe, Papà diventa nonno, Un posto al sole, La sbornia di David, Alto tradimento, Così sono le donne
- Anna Maria Pierangeli in Lassù qualcuno mi ama, I lupi mannari, La fiamma e la carne, L'immagine meravigliosa, Sombrero, Storia di tre amori
- Mona Freeman in Abbasso mio marito, Sessanta lettere d’amore, La mia donna è un angelo
- Natalie Wood in Il fantasma e la signora Muir, Il miracolo della 34ª strada
- Janet Leigh in La cavalcata del terrore
- Iris Man in Il bacio della morte
- Clare Sanders in La signora Miniver
- Bill Ward in A ciascuno il suo destino
- Barbara Lawrence in L'adorabile intrusa
- Chloe Salaman in Il drago del lago di fuoco
- Jean Gale in La vita è meravigliosa
- Virginia Gibson in Femmine bionde
- Wanda Hendrix in Benvenuto straniero!
- Irene Dare in Follie sul ghiaccio
- Dean Stockwell in Barriera invisibile
- Bobby Driscoll in Un genio in famiglia
- Bonita Granville in Il giardino di Allah
- Julia Faye in Giubbe rosse
- Virginia Weidler in Donne
- Patricia Medina in In fondo al cuore
- B.G. Norman in Il tempo si è fermato
- Carol Nugent in Il temerario
- Jo Ann Marlowe in Il romanzo di Mildred
- Connie Marshall in La casa dei nostri sogni
- Jean Simmons in Grandi speranze
- Dickie Moore in Sogno di prigioniero (ridoppiaggio)
- Allene Roberts in La casa rossa
- Nadine Tallier in Miss spogliarello
- Margaret O'Brien in La porta proibita

### Film d'animazione
- La rosa di Bagdad - Voce di Zeila